# ساباط جعفر خانی
ساباط جعفر خانی مربوط به دوره قاجار - دوره پهلوی است و در میبد، دهستان بفروئیه، روستای بفروئیه، بالاتر از مسجد جامع، کوچه شهید موتاب (پایگاه شهید چمران) واقع شده و این اثر در تاریخ ۱۴ اسفند ۱۳۸۵ با شمارهٔ ثبت ۱۷۹۰۱ به‌عنوان یکی از آثار ملی ایران به ثبت رسیده است.